# Sœurs de l'Immaculée Conception d'Annecy
Les Sœurs de l'Immaculée Conception d'Annecy forment une congrégation religieuse féminine enseignante et hospitalière de droit pontifical. 

## Histoire
La congrégation est fondée le 15 juillet 1855 à Lorient par Marie Caroline de Mélient (1825-1882), en religion Marie de l'Immaculée Conception pour les œuvres de charité, l'adoration eucharistique et honorer la Vierge à la suite de la constitution apostolique Ineffabilis Deus du 8 décembre 1854 par le pape Pie IX reconnaissant le dogme de l'Immaculée Conception.
Le même pape ayant encouragé la fondatrice en mai 1855, l'institut prend le nom de congrégation Pie IX des sœurs de l'Immaculée Conception. Installée dans le domaine de Lanorgard situé sur la commune du Trévoux (Finistère), appartenant à la famille de la fondatrice, la communauté trouve appui auprès de René-Nicolas Sergent, évêque de Quimper. Durant un séjour à Rome, de 1855 à 1860, Marie de Mélient fait la connaissance du Père Olivieri (1792-1864), prêtre du diocèse de Gênes et fondateur de la pieuse œuvre pour le rachat des fillettes noires (en italien : Pia opera per riscatto delle fanciulle more) qui lui confie des petites filles africaines qu'il a rachetées sur les marchés aux esclaves de la Côte orientale. De 1869 à 1877, Marie de Mélient accueille 27 petites filles noires à Lanorgard (en Le Trévoux, commune du Finistère). Malheureusement, elles résistent mal à l’humide hiver breton et plusieurs meurent précocement. Les enfants sont donc dirigées vers Port-Saïd et prises en charge par les sœurs du Bon Pasteur d'Angers établies dans cette ville,.
Claude-Marie Magnin, évêque d'Annecy, invite les sœurs à s'installer dans son diocèse. En 1864, on commence la construction du couvent de l'immaculée Conception, avenue du Parmelan, à Annecy. Le 2 juin 1866, mère Marie de l'Immaculée Conception et onze sœurs arrivent à Annecy. Les sœurs s'installent dans le couvent en 1867. La communauté est très populaire auprès des annéciens qui surnomment les religieuses sœurs bleues ou sœurs blanches à cause de leur costume dont la robe est bleue avec un manteau blanc. En 1885, elles ouvrent un orphelinat de jeunes garçons dans l'enceinte du couvent. La communauté s'établit dans cinq diocèses de France dont ceux de Quimper et de Vannes.
L'institut reçoit le décret de louange le 7 juin 1873 et ses constitutions sont définitivement approuvées le 23 février 1926. Rome change alors leur nom en congrégation "Pia" des sœurs de l'Immaculée Conception.
Dans plusieurs de ses récits intitulés La Ligne de démarcation, le Colonel Rémy (1904-1984), un des résistants français membre du réseau de renseignements Notre-Dame, relate l'aide qu'il a reçu de religieuses dont les sœurs de l'Immaculée Conception de Vierzon.
Dans les années 60, l'adaptation à l'urbanisation d'Annecy fait qu'elle quitte le monastère d'Annecy pour aller s'installer à Annecy-le-Vieux. Cent ans après leur arrivée à Annecy, les bâtiments sont rasés pour laisser place aux Nouvelles Galeries,.

## Activité et diffusion
Les sœurs se consacrent à l'enseignement, aux visites aux malades et aux retraites spirituelles.
La maison-mère est à Annecy-le-Vieux.
En 2017, la congrégation comptait 10 sœurs dans 2 maisons.